# Kokikora angulata
Kokikora angulata är en snäckart som beskrevs av Frank Climo och James Frederick Goulstone 1995. Kokikora angulata ingår i släktet Kokikora och familjen punktsnäckor. Inga underarter finns listade i Catalogue of Life.